# William Charles Rogers
William Charles „Bill“ Rogers (* 10. September 1951 in Waco, Texas) ist ein US-amerikanischer Profigolfer, der vor allem als Sieger der The Open Championship bekannt wurde.

## Leben
Rogers verbrachte als Sohn eines Lieutenant Colonel (Oberstleutnant) der United States Air Force seine Kindheit in Marokko und Deutschland. Später besuchte er die Universität in Houston, wo er sich mit dem späteren Golfprofessional und PGA-Tour-Teilnehmer Bruce Lietzke ein Zimmer teilte.

## Sportliche Karriere
Als Amateur nahm Bill Rogers für die USA im Jahr 1973 am WalkerCup teil. Von 1975 bis 1988 spielte er auf der PGA-Tour und gewann dabei sechs Turniere, davon vier allein im Jahre 1981. Untypisch für einen amerikanischen Golfer erzielte er seine bemerkenswertesten Erfolge in Großbritannien: 1979 die Suntory World Match Play Championship in Wentworth und zwei Jahre später die British Open im Royal St George’s Golf Club, wo er Bernhard Langer mit vier Schlägen besiegte.
Bill Rogers war 1981 Spieler des Jahres und Zweiter im McCormack’s World Golf Ranking. In diesem Jahr nahm er auch am Ryder Cup teil.
1982 hat Bill Rogers den PGA Grand Slam of Golf gewonnen und führte bei den U.S. Open, bevor er am letzten Tag auf den geteilten 3. Platz zurückfiel. Nach einem weiteren Sieg auf der PGA Tour im Jahre 1983 schwanden seine Erfolge bei der Tour und er verließ die Tour 1988. Er nahm einen Posten als Golfsport-Direktor im San Antonio Country Club an und bekleidete diesen die nächsten elf Jahre.
Seit er im Jahre 2001 das Alter von 50 Jahren erreicht hat, spielt er hin und wieder auf der Champions Tour für Senioren, auf der er als größten Erfolg 2002 zusammen mit Bruce Lietzke das Liberty-Mutual-Legends-of-Golf-Turnier den Sieg errang.

## Siege als Amateur
evtl. unvollständig
- 1972: Southern Amateur

## Siege auf der PGA Tour (6)
- 1978: Bob Hope Classic
- 1981: Verizon Heritage (Sea Pines Heritage)
  -    British Open (Major-Turnier)
  -    WGC-Bridgestone Invitational
  -    Texas Open
- 1983: Zurich Classic of New Orleans (USF&G Classic)

## Andere Siege (7)
- 1977: Pacific Masters (Japan Golf Tour)
- 1979: Suntory World Match Play Championship
- 1980: Suntory Open (Japan Golf Tour)
- 1981: Australian Open
  -    Suntory Open (Japan Golf Tour)
  -    New South Wales Open
- 1982: PGA Grand Slam of Golf

## Sieg als Senior
- 2002: Liberty Mutual Legends of Golf – Raphael Division (mit Bruce Lietzke)

## Major-Turniere

### Ergebnisse
| Tournament            | 1971 | 1972 | 1973 | 1974 | 1975 | 1976 | 1977 | 1978 | 1979 | 1980 | 1981 | 1982 | 1983 | 1984 | 1985 | 1986 |
| --------------------- | ---- | ---- | ---- | ---- | ---- | ---- | ---- | ---- | ---- | ---- | ---- | ---- | ---- | ---- | ---- | ---- |
| The Masters           | DNP  | DNP  | DNP  | DNP  | DNP  | DNP  | DNP  | T29  | DNP  | T33  | T37  | T38  | CUT  | CUT  | CUT  | CUT  |
| U.S. Open             | CUT  | DNP  | CUT  | DNP  | 61   | DNP  | CUT  | T44  | T4   | T16  | T2   | T3   | CUT  | 57   | WD   | CUT  |
| The Open Championship | DNP  | DNP  | DNP  | DNP  | DNP  | DNP  | DNP  | DNP  | DNP  | T19  | 1    | T22  | T8   | CUT  | CUT  | CUT  |
| PGA Championship      | DNP  | DNP  | DNP  | DNP  | DNP  | DNP  | CUT  | T42  | T35  | T8   | T27  | T29  | CUT  | DNP  | DNP  | DNP  |

Grüner Hintergrund für Sieg, Gelber Hintergrund für Top-Ten.
DNP = nicht angetreten

WD = zurückgezogen

CUT = am Cut gescheitert

„T“ = geteilter Rang

### Major-Sieg (1)
| Jahr | Turnier               | 54 Löcher         | Sieg-Score           | Vorsprung  | Zweitplatzierter |
| ---- | --------------------- | ----------------- | -------------------- | ---------- | ---------------- |
| 1981 | The Open Championship | 5 Schläge Führung | -4 (72-66-67-71=276) | 12 Schläge | Bernhard Langer  |